# Unreal Tournament
Unreal Tournament (spesso abbreviato UT) è il primo videogioco sparatutto in prima persona di una serie parallela a quella di Unreal, focalizzato sul multigiocatore in rete. Venne sviluppato originariamente da Epic Games e pubblicato nel 1999 per Windows, nel 2000 per Mac OS e PlayStation 2 e nel 2001 per Dreamcast. Utilizza una versione migliorata dell'Unreal Engine e, nonostante l'impostazione multiplayer, presenta una campagna per il giocatore singolo (articolata non come una classica modalità "Storia", ma come un torneo a incontri di difficoltà crescente), grazie alla presenza di bot comandati dall'intelligenza artificiale.
Le riviste GameSpy e Computer Gaming World lo premiarono come "Gioco dell'anno 1999". È stato il capostipite della serie Tournament in cui ha avuto tre seguiti, tutti sviluppati e pubblicati dalla Epic: Unreal Tournament 2003, Unreal Tournament 2004 e Unreal Tournament 3.

## Trama
Unreal Tournament è ambientato nell'anno 2341, in un futuro distopico dove lo sport più seguito sono sanguinari duelli pubblici, dove i partecipanti (ex carcerati, robot da combattimento e militari esaltati) si eliminano fisicamente l'un con l'altro.
L'origine della competizione risale a oltre cinquant'anni prima: infatti il governo terrestre, per finanziare una fallimentare guerra contro il pianeta Skaarj, aveva sfruttato abbondantemente l'estrazione mineraria, facendo crescere il malcontento e la violenza tra le masse operaie dei minatori. Nel 2291, alla fine della guerra, il governo terrestre pensò di porre fine all'agitazione popolare fornendo uno sfogo alla violenza repressa, diffusa tra minatori e reduci della guerra: venne infatti legalizzato l'omicidio consensuale, che permetteva i combattimenti senza esclusione di colpi fino alla morte. Da allora la popolarità e la brutalità degli scontri è cresciuta sempre più, diventando un business, più redditizio della stessa estrazione mineraria. La compagnia mineraria Liandri (un'organizzazione senza scrupoli che riveste un ruolo importante nell'universo di Unreal) organizza ogni anno un torneo professionistico chiamato il Tournament, che è divenuto un fenomeno mediatico di grande successo e gli frutta profitti per centinaia di miliardi.
Il protagonista del gioco è un nuovo arrivato, che è stato selezionato dal consiglio direttivo della Liandri per partecipare al torneo dell'anno 2341. Il protagonista si fa strada negli incontri e diviene campione di tutti i quattro tipi di partita; infine affronta la finale contro il campione in carica Xan Kriegor, un essere misterioso dotato di abilità eccezionali (che si vocifera essere nientemeno che il fondatore Jerl Liandri), e riesce ad avere la meglio diventando il nuovo campione del torneo.

## Modalità di gioco
Unreal Tournament è uno sparatutto in prima persona su arena, focalizzato sul multigiocatore.
I giocatori iniziano da una posizione a caso della mappa, con armi di base e una salute pari a 100. Esplorando la mappa, i giocatori possono raccogliere armi più potenti, munizioni, medikit (che restituiscono la salute perduta) e armature (che riducono i danni). Esistono inoltre altri oggetti che conferiscono poteri speciali, come l'amplificatore di danni, il mantello dell'invisibilità e gli eventuali "relic". Se la salute scende a zero (a causa del fuoco nemico o di incidenti come cadute dall'alto) il giocatore muore e avviene il respawn. È possibile inoltre fingersi morto per sfuggire agli avversari in caso di necessità.
Nel gioco è incorporata una chat dove si ricevono aggiornamenti sullo svolgimento della partita (ad esempio le uccisioni compiute dagli altri giocatori) e si possono scambiare messaggi con gli altri giocatori: ad esempio per avvertire di un pericolo, chiedere aiuto o ordinare come comportarsi (se alleati), e per insultare o festeggiare un successo (se avversari). Inoltre è possibile scambiare momentaneamente la propria visuale con quella di un altro giocatore, per sapere dove si trova e cosa sta facendo.
Il gioco permette di avviare partite in tre diversi modi.
- La sessione di pratica permette di giocare contro i bot controllati dalla CPU, scegliendo liberamente tutte le impostazioni del gioco: tipo di partita, mappa, soglia per arrivare alla vittoria, tempo limite, numero di avversari, abilità dell'intelligenza artificiale, velocità di gioco ed eventuali mutatori.
- La modalità multigiocatore online permette di giocare contro avversari umani tramite la connessione a internet. Il gioco permette sia di unirsi a una partita creata da altri (tramite un motore di ricerca dei server disponibili), sia di fare da host, ospitando una partita sul proprio PC. In questa modalità è l'host a scegliere la impostazioni e le regole della partita.
- La modalità torneo, invece, è una specie di "modalità storia" nella quale il giocatore affronta un'intera stagione dell'Unreal Tournament organizzato dalla Liandri. Il torneo consiste nel superare una serie di partite contro bot controllati dalla CPU, ma con impostazioni prestabilite e non modificabili (mappa, avversari, ecc), e difficoltà man mano crescente. Per iniziarla è necessario innanzitutto creare il proprio personaggio (nome, dettagli anatomici, squadra) e scegliere il livello di abilità dell'intelligenza artificiale che controllerà gli avversari. A quel punto si avrà accesso alla prima partita del tipo deathmatch; raggiunto un numero sufficiente di vittorie, si avrà accesso anche alle partite di tipo dominio, cattura la bandiera e assalto. Una volta superate tutte le sfide di queste quattro modalità, si avrà accesso all'ultima sfida (di tipo deathmatch) contro il boss finale, il campione uscente Xan Kriegor.

Nel gioco inoltre è presente una console dove digitare comandi per modificare le impostazioni della partita e per attivare vari trucchi.

### Mutatori
I "mutatori" sono delle opzioni aggiuntive che possono essere attivate alla creazione di una partita, e che influenzano il suo svolgimento modificando la meccanica del gioco. Un mutatore, ad esempio, può ridurre la gravità (rendendo più facili i salti), rendere esplosive le munizioni sparse per la mappa, o far comparire per la mappa un relic (un oggetto che conferisce un potere speciale come la velocità di movimento o la rigenerazione della salute).

### Armi
In Unreal Tournament sono presenti tredici armi di diverso tipo, dalla pistola ai missili nucleari. Ogni arma ha un fuoco primario e un fuoco secondario, utilizzabili rispettivamente con i pulsanti sinistro e destro del mouse, che producono effetti diversi. Se la relativa opzione di gioco è attivata, alla morte di un giocatore l'arma imbracciata per ultima viene lasciata cadere sul terreno e può essere raccolta.

### Mappe
L'ambientazione delle mappe è molto varia: prevalgono gli ambienti futuristici, come navi spaziali, pianeti extraterrestri, fabbriche degradate o avamposti militari in disuso, ma non mancano anche antichi edifici in rovina come castelli o monasteri, acquistati dalla Liandri per trasformarli in arene da combattimento.
Molte mappe contengono caratteristiche futuristiche come ascensori e teletrasportatori, e ostacoli come lava e acqua (in quest'ultima è possibile immergersi, ma rimanendovi troppo a lungo si inizierà a soffocare e a perdere salute). Alcune contengono pulsanti o interruttori che possono essere azionati dai giocatori provocando conseguenze di vario tipo. Il gioco è retrocompatibile con la maggior parte delle mappe della campagna multiplayer di Unreal. La versione per PC comprende anche l'Unreal Editor, un software che permette ai giocatori di creare mappe personalizzate.

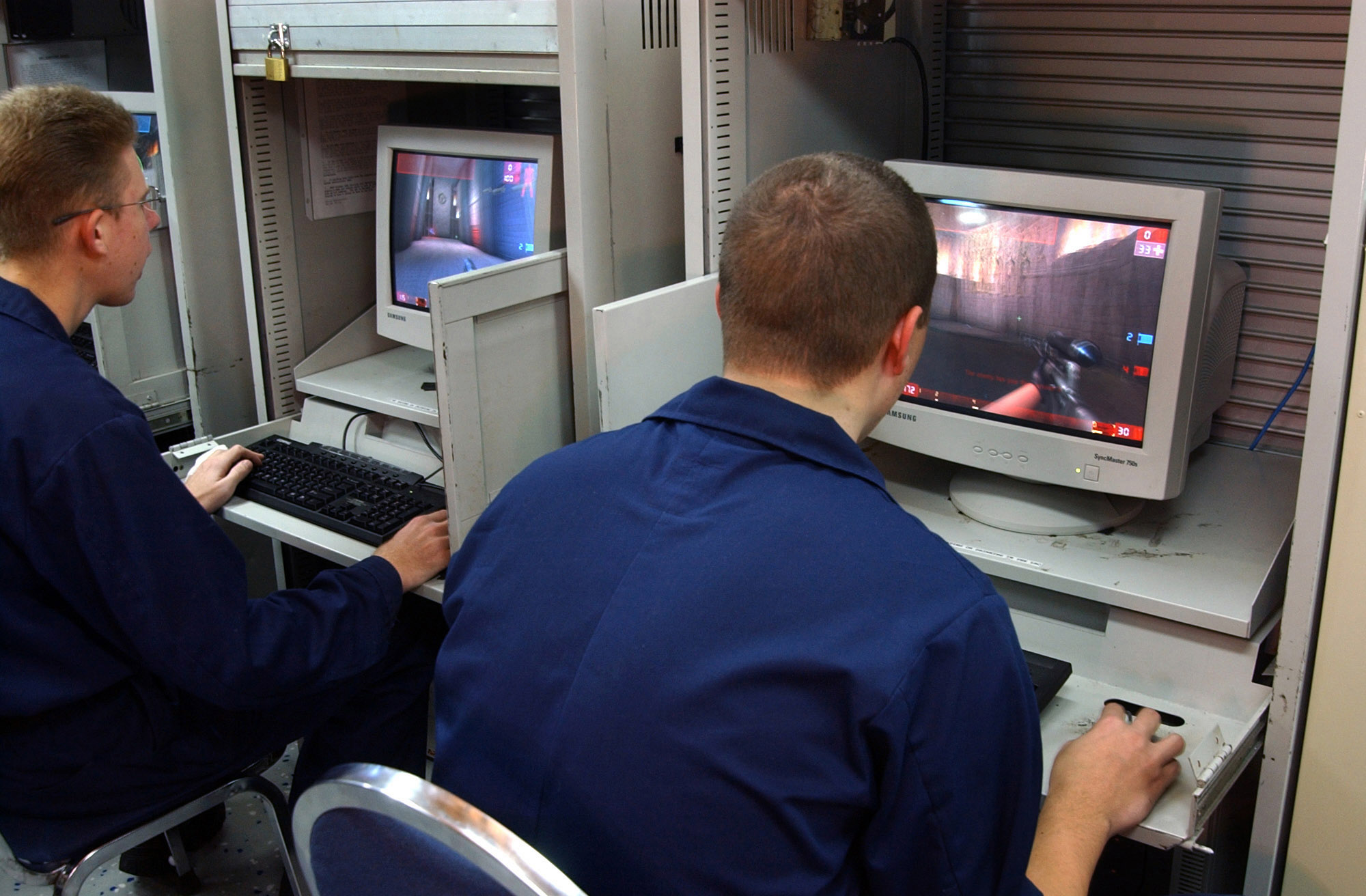
Membri della U.S. Navy mentre giocano a Unreal Tournament, 2002

### Tipi di partite
In Unreal Tournament sono presenti sei diversi tipi di partite, ognuno con le proprie regole.

#### Deathmatch (DM)
Il deathmatch (DM) è la classica partita "tutti contro tutti". I giocatori si fronteggiano con lo scopo di uccidere il maggior numero di avversari possibile. Vince chi raggiunge per primo un certo numero di uccisioni prestabilito, o chi ne ha compiute di più allo scadere del tempo limite. A parità di uccisioni compiute, vince il giocatore che ha il minor numero di uccisioni subìte.

#### Partita torneo a squadre (TDM)
La partita torneo a squadre (in inglese Team Deatmatch o TDM) è una variante del normale deathmatch: qui i giocatori sono divisi in due o più squadre e lo scopo diventa uccidere solo gli appartenenti alle squadre avversarie. Vince la squadra i cui membri, complessivamente, raggiungono per primi un certo numero di uccisioni.

#### Cattura la bandiera (CTF)
Nelle partite cattura la bandiera (in inglese Capture The Flag o CTF) i giocatori sono suddivisi in due squadre: blu e rossa. Il match si gioca in mappe apposite, dotate di due aree chiamate "basi" dove ciascuna squadra custodisce un oggetto speciale chiamato "bandiera". La mappa può essere simmetrica ed equilibrata, oppure può avvantaggiare una delle due squadre, fornendogli una base meglio difendibile. Lo scopo del gioco è raggiungere la base nemica, rubare la bandiera e portarla alla propria base fino a toccare la propria bandiera, segnando così un punto. La vittoria è conseguita dalla squadra che cattura più bandiere entro il tempo limite o che cattura il limite designato di bandiere.

#### Dominio (DOM)
Nelle partite dominio (in inglese Domination o DOM) i giocatori sono divisi in due o più squadre. Il match si gioca in mappe apposite, nelle quali sono sempre presenti tre località chiamate "punti di controllo". Lo scopo del gioco è conquistare il maggior numero possibile di punti di controllo, e impedire alle squadre nemiche di appropriarsene: infatti ciascuna squadra vede salire il proprio punteggio in proporzione al numero di punti controllati e al tempo in cui rimangono di proprietà della squadra. Vince la squadra che raggiunge per prima il limite massimo di punteggio, oppure quella che allo scadere del tempo limite ha totalizzato il punteggio più alto.

#### Assalto (AS)
Nelle partite assalto (in inglese Assault o AS) i giocatori sono suddivisi in due squadre: gli assalitori e i difensori. Il match si gioca in mappe apposite, caratterizzate dalla presenza di una grande base che deve essere espugnata (per esempio una fortificazione militare, una nave, una base sottomarina, ecc); gli assalitori iniziano all'esterno della base mentre i difensori si trovano al suo interno. Le mappe ricalcano solitamente azioni militari e combattimenti della Storia reale, o dell'universo di Unreal.
Per gli assalitori, lo scopo della partita è riuscire ad assaltare la base (cioè penetrare al suo interno) entro dieci minuti, tramite il raggiungimento di una serie di obiettivi da completare in ordine (aprire una porta, orientare un'antenna, distruggere un congegno, ecc). Per i difensori, lo scopo è impedire l'ingresso degli assaltatori ponendosi a difesa dei vari obiettivi (da quelli più esterni, fino all'ultima difesa degli obiettivi finali).
La partita è divisa in due fasi di gioco:
1. La prima squadra attacca in un tempo limite gli obiettivi prestabiliti, mentre la seconda squadra si mette in difesa di questi, evitando che vengano raggiunti e completati. Nel caso che la prima squadra non completi tutti gli obiettivi entro il tempo limite, la vittoria va alla seconda squadra.
2. Se la prima squadra completa tutti gli obiettivi entro il tempo limite i ruoli vengono invertiti. La seconda squadra deve attaccare e completare gli obbiettivi in un tempo inferiore di quello impiegato dalla prima squadra. Se riesce, la vittoria è sua. In caso contrario va alla prima squadra.

#### Ultimo uomo rimasto
Le partite ultimo uomo rimasto (in inglese Last Man Standing) si giocano nelle stesse mappe delle partite deathmatch. Ogni giocatore ha in dotazione un set completo di armi e venti vite. La mappa è priva di armi, munizioni o power-up. Ogni volta che un giocatore muore viene scalata una vita e l'ultimo che rimane in vita è il vincitore.

## Sviluppo

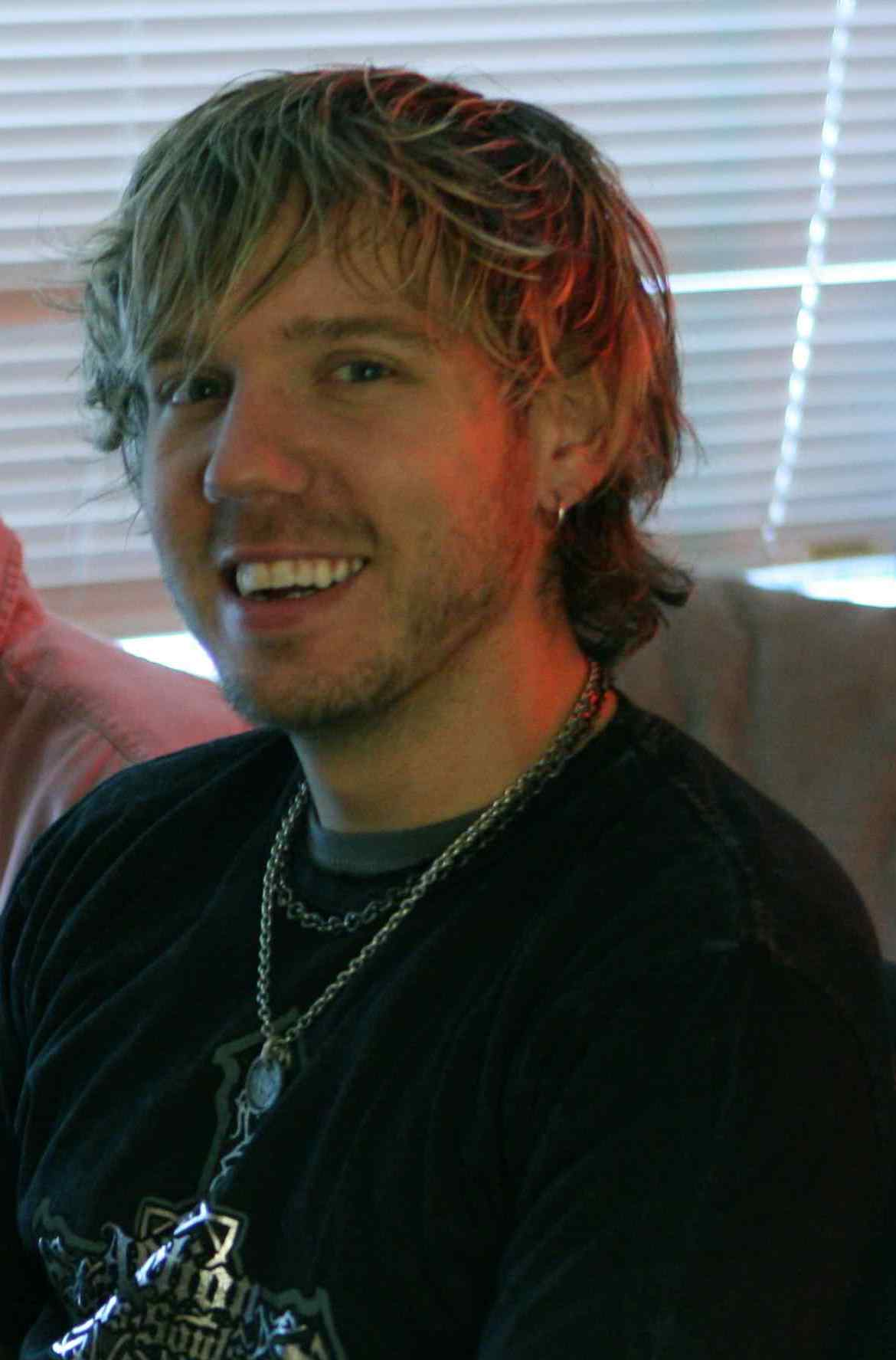
Cliff Bleszinski è stato, insieme a James Schmalz, a capo della progettazione e ha contribuito in modo significativo al contenuto finale del videogioco

Subito dopo la pubblicazione di Unreal (maggio 1998) divenne evidente che tra i suoi principali punti deboli ci fosse il lacunoso supporto al multiplayer online. Per tale ragione, nei mesi successivi, la maggiore priorità degli sviluppatori divenne il miglioramento della parte multiplayer del gioco.
Il lavoro iniziò nell'estate del 1998. Inizialmente la Epic Games pensava di pubblicare i miglioramenti come expansion pack ufficiale, ma presto divenne evidente che il compito avrebbe richiesto più lavoro del previsto, così a novembre il dirigente della Epic Games Mark Rein propose di pubblicarlo come titolo a sé stante piuttosto che come espansione. Il gioco iniziò ad essere chiamato con il nome interno di Unreal: Tournament Edition. Il team di sviluppo consisteva di circa 16 persone, molti provenienti dal team di sviluppo di Unreal ed altri assunti appositamente. Lo sviluppo del gioco richiese quasi un anno e mezzo di lavoro, un budget di 2 milioni di dollari e la scrittura di 350 000 righe di codice in C++ e UnrealScript.
Il 16 settembre 1999 Epic Games pubblicò una demo giocabile. Lo sviluppo della versione per PC venne completato il 16 novembre 1999, e quello della versione Mac il 15 dicembre 1999. Il primo bonus pack uscì il 25 febbraio 2000.
Il gioco venne ripubblicato nell'autunno del 2000 con il nome di Unreal Tournament: Game of the Year Edition, edizione che include i primi tre bonus pack e alcune mod come Rocket Arena.

### Porting per console

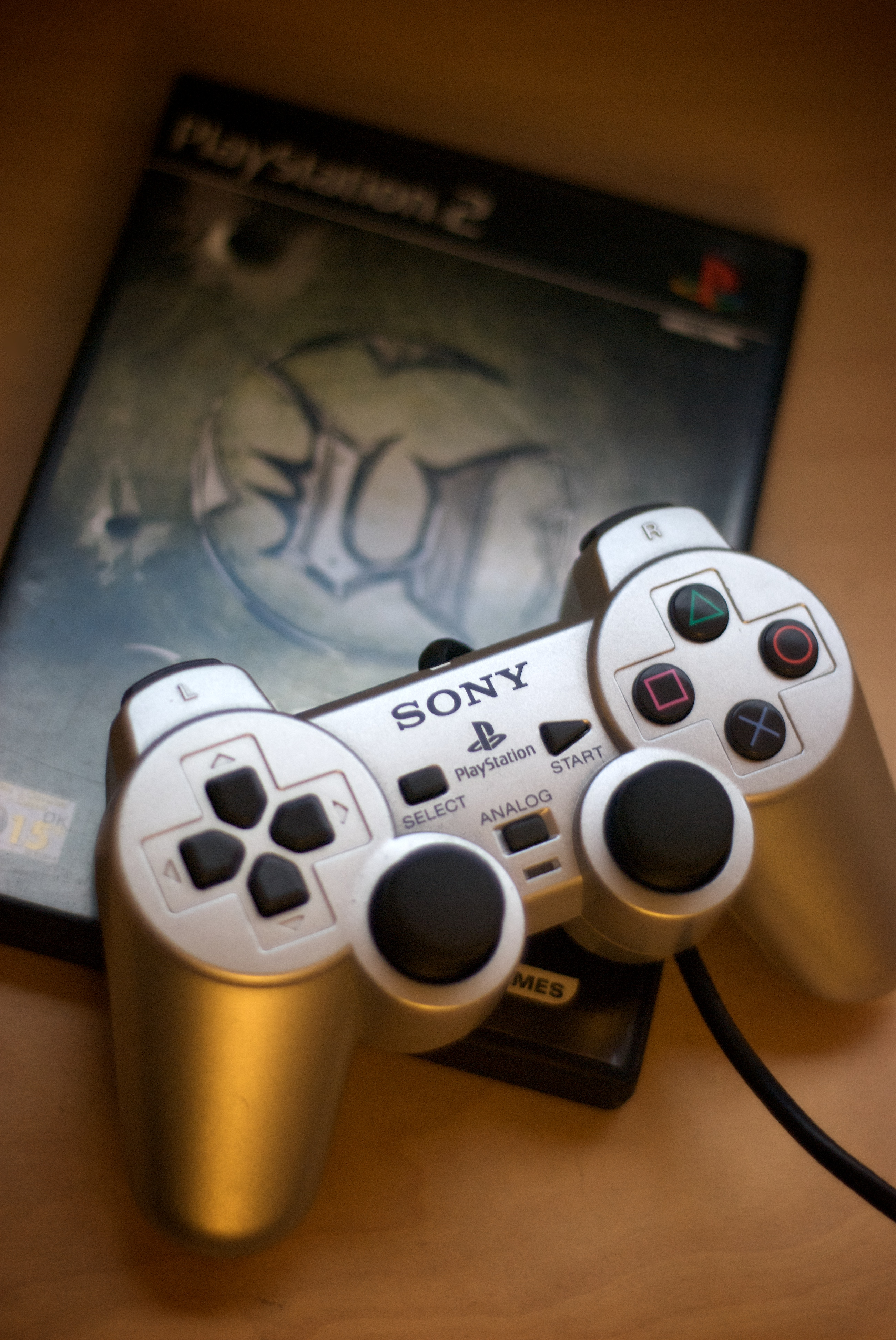
Versione fisica per PlayStation 2 con DualShock 2

A un anno dall'uscita del gioco su piattaforma PC furono realizzate due conversioni del gioco per le console dell'epoca, PlayStation 2 e Dreamcast. La versione Dreamcast, sviluppata dalla Secret Level, non comprende le partite di tipo Assalto e alcune delle mappe più grandi, a causa dei limiti di memoria della Dreamcast. Per il resto, il gioco è pressoché identico alla controparte PC in entrambe le console, con in aggiunta la possibilità di giocare in multiplayer sulla stessa macchina. La versione Dreamcast permetteva inoltre il gioco online contro gli utilizzatori della versione PC, sfruttando il modem integrato nella console; questa possibilità non è prevista nella versione PS2.

## Colonna sonora
La colonna sonora del gioco è costituita da circa trenta brani musicali, che spaziano dalla techno al metal alla musica elettronica. Ad ogni mappa è associato uno specifico brano, che fa da sottofondo a tutte le partite che vi si giocano.
È stata composta con l'uso di software tracker e di file MOD da Alexander Brandon, Michiel van den Bos, Andrew Sega, Dan Gardopee, Peter Hajba and Tero Kostermaa. Gli effetti sonori delle armi, invece, sono stati creati da Sonic Mayhem.

## Mod
Unreal Tournament offre una gestione delle modificazioni di gioco veramente innovativa.
Utilizzando una sorta di struttura a plug-in infatti è possibile combinare tra loro gli effetti di diverse mod.
Tra le mod più famosi e giocate per Unreal Tournament si possono includere:
- Dark Magic
- Instagib
- Infiltration
- Rocket Arena UT
- Bunnytrack